# Танта
Танта (араб. طنطا) — місто в Єгипті, у губернаторстві Гарбія. Враховуючи передмістя, Танта — 5-те найбільше місто Єгипту (із агломерацією, населення — 1 млн осіб). Без передмість місто займає 10-те місце за чисельністю населення — 433 779 осіб.
Розташоване на північ за 94 кілометри від столиці і 130 на південний схід від Александрії. Це столиця і культурний центр губернаторства Гарбія. У місті виготовляють відомі на всю країну солодощі до єгипетських фестивалів на маулід.

## Історія
Поряд з містом розташовано невелике село Хорсет, відоме ще з часів Давнього Єгипту і назване на честь богів Хора і Сета.

## Культура
У Танті проходять щорічні свята на честь Ахмеда Аль-Бадауї, шанобливого суфія, діяча 13го століття, який заснував особливий напрям в ісламі Бадауїйя і був похований в головній мечеті міста, — Ес-Сейїд Аль-Бадауї. На свята, які тривають 8 днів, з'їжджається близько 2 млн мусульман зі всіх частин Єгипту та інших арабських країн.
Колекції Тантського музею містять експонати з часів фараонів до наших днів.

## Освіта
У 1963 було засновано університет, спочатку — філія Александрійського університету, був лише медичний факультет.

## Економіка
Значний сільськогосподарський центр. Вирощування тютюну, бобових, фінікової пальми, цитрусових.
Центр бавовняно-волоконної промисловості. Текстильна, шкіряна і харчова промисловість. Виробництво кондитерських виробів.
Основний залізничний вузол дельти.

## Клімат
Клімат жаркий, але, завдяки великому числу штучних і природних каналів, вологий. Опади рідкісні, в основному в грудні і січні. На початку весни трапляються піскові бурі хамасин, хоча і не такі потужні, як в Каїрі.

## Населення
Динаміка зросту кількості населення:
- 1976 — 284 636
- 1986 — 334 505
- 1996 — 371 010
- 2006 — 421 076
- 2009 — 433 779